# Тепе, Мухаммет Таха
Мухаммет Таха Тепе (тур. Muhammet Taha Tepe; род. 1 января 2001, Сакарья) — турецкий футболист, вратарь клуба «Трабзонспор».

## Клубная карьера
Тепе — воспитанник клубов «Сапанджа», «Сакарьяспор» и «Алтынорду». В 2018 году был включён изданием The Guardian «Next Generation 2018». Летом 2019 года на правах аренды перешёл в Нигде Анадолу. 31 августа в поединке против «Этимесгут» Мухаммет Таха дебютировал в составе нового клуба.
В июне 2020 года перешёл в «Трабзонспор», подписав пятилетний контракт. Зимой 2021 года Тепе был арендован клубом Тургутлуспор. 27 января в поединке против «Кыршехира» он провёл первый матч за «Тургутлуспор». 28 августа 2022 года в матче против «Галатасарая» он провёл первый матч за «Трабзонспор».

## Достижения
«Трабзонспор»
- Чемпион Турции: 2021/22